# آبشار آپر پرنسس
آبشار آپر پرنسس (به انگلیسی: Upper Princess Falls) آبشاری است که در همیلتون (انتاریو)، کانادا واقع شده و ارتفاع کلی ریزشگاه آن ۶٫۷ متر (۲۲ فوت) است.